# 阿散 (丞相)
阿散（？—1320年），译名又作合散、哈散。元朝官员，回回人，元仁宗时中书右丞相。
元成宗元贞元年（1295年），以辽阳行省左丞主持肇州屯田，后来任河南行省平章政事，大德九年（1305年），奉命主持洪泽、芍陂屯田事。大德十年（1306年），入为中书平章政事。大德十一年（1307年），元武宗即位，阿散出为辽阳行省平章政事，旋升左丞相。至大四年（1311年），元仁宗即位，复为中书平章政事。皇庆元年（1312年），拜中书左丞相。延祐元年（1314年），升任右丞相。延祐四年（1317年），因为政令松弛，被仁宗责备，他说自己是回回人，请求辞去右丞相，改任左丞相。延祐七年（1320年），元英宗即位，阿散出为岭北行省平章政事。后来有人告发他密谋废立皇帝，元英宗将他处死，籍没其家。泰定元年（1324年），泰定帝下诏归还被籍没的财产给他儿子。